# 펠릭스 방켈

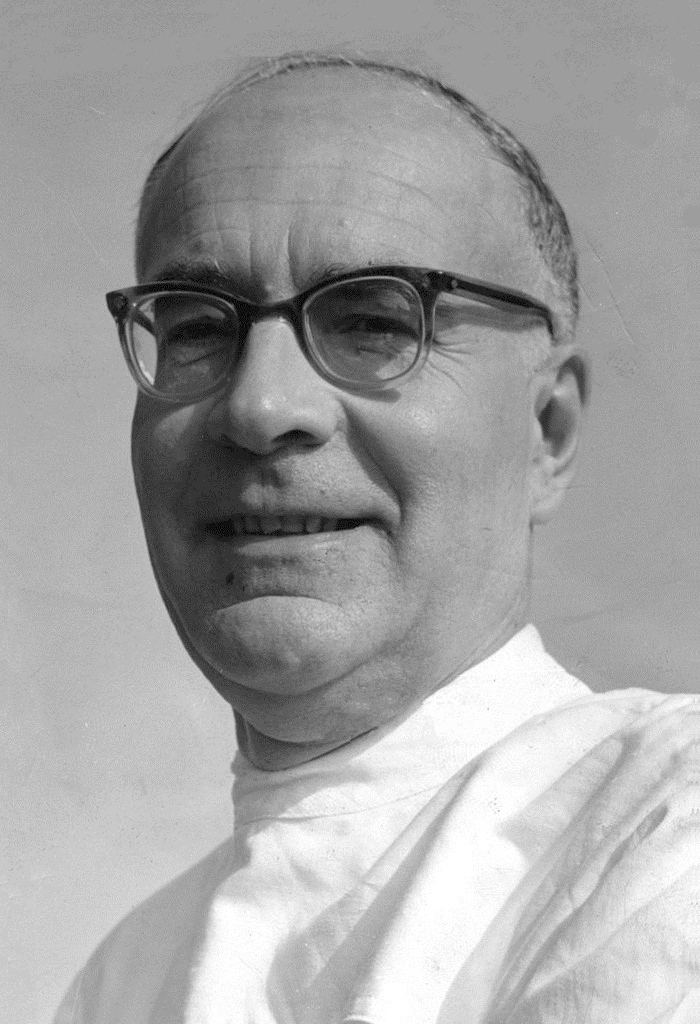
펠릭스 방켈

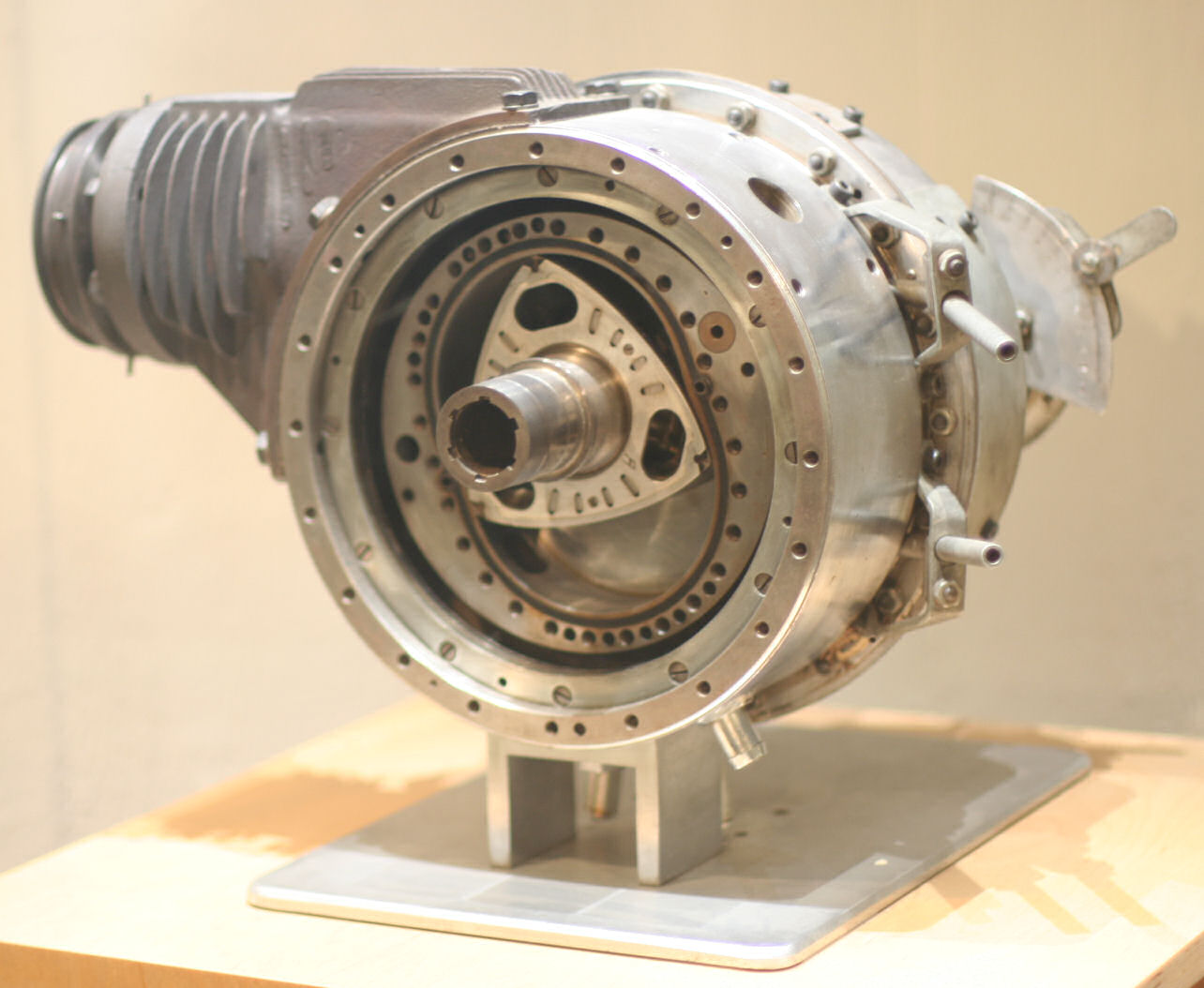
방켈 엔진, 타입 DKM54 (1957년)

펠릭스 하인리히 방켈(Felix Heinrich Wankel, 1902년 8월 13일 ~ 1988년 10월 9일)은 독일의 기계공학자이자 방켈 엔진을 만든 발명가이다. 그는 내연 기관을 설계하여 생산으로 이끈 21세기 유일의 기술자이다.

## 같이 보기
- 방켈 엔진
- 마쓰다 RX-7
- 마쓰다 RX-8